# Robert Fitzwalter, 2. Baron Fitzwalter
Robert Fitzwalter, 2. Baron Fitzwalter (auch Sir Robert Fitzwalter) (* um 1297; † 6. Mai 1328) war ein englischer Adliger.

## Leben
Robert Fitzwalter entstammte der englischen Adelsfamilie Fitzwalter. Er war ein Sohn von Robert Fitzwalter, 1. Baron Fitzwalter und dessen zweiten Frau Eleanor de Ferrers. Im Alter von 18 Jahren wurde Robert mit Joan de Multon (1304–1363), einer Tochter von Thomas de Multon, 1. Baron Multon und dessen Frau Eleanor de Burgh verheiratet. Seine Braut brachte als Mitgift die Herrschaft Egremont in Cumberland mit in die Ehe. Wie sein Vater machte er eine militärische Karriere und nahm an zahlreichen Feldzügen unter König Eduard II. teil. 1317 war er in den Dienst des Earl of Pembroke getreten. Nach der Schlacht bei Boroughbridge im März 1322 konnte er zusammen mit Donald de Mar den flüchtenden Rebellen Bartholomew de Badlesmere bei Stow Park gefangen nehmen.
Sein Vater starb 1326 im hohen Alter, so dass Robert nun die umfangreichen Besitzungen der Familie in Essex erbte. Er starb jedoch bereits zwei Jahre später. Da er nie an einem Parlament teilnahm, gilt er bei einigen Historikern nicht als Baron Fitzwalter. Sein Erbe wurde sein einziger Sohn John Fitzwalter.